# الیو
الیو (به فرانسوی: Aleu) یک کمون در فرانسه است که در Canton of Massat واقع شده‌است.

## خصوصیات
الیو ۱۳٫۹۵ کیلومترمربع مساحت و ۱۵۲ نفر جمعیت دارد و ۷۰۰ متر بالاتر از سطح دریا واقع شده‌است.